# Ada Bruhn Hoffmeyer
Adelheid (Ada) Maria Bruhn Hoffmeyer (1. december 1910 i Roskilde - 8. august 1991) var en dansk arkæolog og museumsdirektør.

## Familie og uddannelse
Ada Bruhn var datter af politikommissær Lauritz J. Bruhn (1883 - 1960) og Alfa Karen Margrethe Larsen (1883 - 1959).
Allerede fra barndommen interesserede Bruhn sig for arkæologi, og efter hun blev student fra Roskilde Katedralskole i 1929, valgte hun at studere klassisk arkæologi. Hun blev mag.art. i 1936.

## Karriere i Danmark
1934-39 var hun beskæftiget med forskelligt museums- og biblioteksarbejde på Ny Carlsberg Glyptotek. Samtidig foretog hun adskillige studierejser i Europa med midler bevilget af Ny Carlsbergfondet. F.eks. fik hun et studieophold ved det svenske arkæologiske institut i Rom. På baggrund af denne rejse skrev hun bl.a. Oltos and Early Greek Vase Painting, udgivet i 1943.
I 1939 blev hun ansat som museumsassistent ved Tøjhusmuseet, hvor hun i 1942 blev inspektør og leder af afdelingen for blanke våben og harnisker. Efter denne udnævnelse koncentrerede hun primært sin forskning om middelalderlige våben. hendes arkæologiske baggrund gik fint i spænd med studiet af våbenhistorie.
Hun blev dr.phil. i 1945 med sin afhandling Middelalderens tveæggede sværd.I perioden 1942-62 fortsatte hun med sine udenlandske studierejser i Europa og USA. Igennem sin karriere var hun meget produktiv og publicerede flere artikler og afhandlinger i fagtidsskrifter, samtidig med at hun også publicere kronikker og artikler i dagblade. Hun skrev ydermere også leksikonartikler til bl.a. Kulturhistorisk leksikon for nordisk middelalder.
I sin tid på Tøjhusmuseet var hun en af de mest synlige medarbejdere, både på grund af hendes kompetente arbejdstilgang men også på grund af hendes køn. Hendes stilling var ikke sædvanglig for en kvinde, og nogle af hendes mandlige kollegaer fandt hende måske en anelse for ambitiøs.
Bruhn var den første i museumshistorisk sammenhæng, der kæmpede for, at museerne skulle have særlige udstillingsfasciliteter for børn.
Hun lod sig pensionere fra Tøjhusmuseet i 1959, angiveligt på grund af interne stridigheder og et dårligt arbejdsklima.

## Karriere i Spanien
Den 3. juli 1951 havde Bruhn giftet sig med redaktøren og overbibliotekaren Erling Ferdiand Hoffmeyer (1901 - 1975) og sammen bosatte de sig i 1962 i Spanien.
I 1963 blev Bruhn direktør for Instituto de Estudios sobre Amas Antiguas i Cáceres. Hendes omfattende forfatterskab om engelske og spanske våben stammer fra denne tid.
Mens hun boede i Spanien var hun også redaktør for det fransksprogede våbenhistoriske tidsskrift Gladius.

## Udvalgte udgivelser
- Oltos and Early Greek Vase Painting, 1943
- Middelalderens tveæggede sværd, 1954
- Roskilde Katedralskole gennem tiderne, 1965 (bidragsyder)
- Military Equipment in the Manuscript of Scylitzes in Biblioteca Nacional, 1966
- Arms and Armour in Spain vol. 1, 1972
- From Medieval Sword to Renaissance Rapier. 1980
- Arms and Armour in Spain vol. 2, 1981